# Bölcsházy Kálmán
Bölcsházy Kálmán (Szirák, 1901. augusztus 11. – Budapest, 1978. március 22.) aranydiplomás állatorvos (1967), az Állatorvostudományi Egyetem, szülészet-szaporodásbiológiai tanszékének nyugalmazott egyetemi tanára.

## Életpályája
Tanulmányait a budapesti Állatorvosi Főiskolán végezte el. Diplomát 1927-ben, egyetemi doktori címet 1929-ben szerzett. 1927–1931 között az Állatorvosi Főiskola Szülészeti Tanszékének főiskolai tanársegéde volt. 1931–1941 között Kenderesen községi, majd járási állatorvosként dolgozott. 1941-ben Érsekújvár város törvényhatósági állatorvosa volt. 1941–1948 között a Földművelésügyi Minisztérium Állategészségügyi Osztályának munkatársa volt. 1948–1952 között a Magyar Agrártudományi Egyetem Állatorvos-tudományi Kara, illetve az Állatorvostudományi Egyetem Szülészeti Tanszék nyilvános rendes tanára, 1952–1966 között egyetemi tanára volt. 1948–1966 között a Tanszék vezetője volt. 1966-ban nyugdíjba vonult.
Tudományos és szervező tevékenysége főleg a szarvasmarhák meddősége elleni küzdelemmel kapcsolatos. Számos közleménye jelent meg szaklapokban.

## Családja
Felesége, Mészáros Cecilia (?-1979) volt. Egy lányuk született: Csilla.
Temetése a Farkasréti temetőben történt (34/2-1-87).

## Művei
- A tehén vemhességének korai megállapítása a vizelet petefészekhormon-tartalmának kimutatásával (Egyetemi doktori értekezés; Budapest, 1929)
- Műszer a „karodor”-os méhkezeléshez (Állatorvosi Lapok, 1930)
- A kanca vemhességének megállapítása (Magyar Állatorvosok Lapja, 1950)
- Állatorvosi szülészet I.-II. (Budapest, 1951; 4. átdolgozott kiadás: 1960-1962)
- Az embryotomia újabb módszerei egyszerűbb műszerekkel (Állatorvosi továbbképzés. 7. Budapest, 1953)
- Újabb vizsgálatok a kancák meddőségének gyógykezeléséről idegrendszerre ható anyagokkal (Cseh Sándorral; Magyar Állatorvosok Lapja, 1954)
- Nem fertőző eredetű meddőség – Vasectomia (Cseh Sándorral, Budapest, 1959; 2. bővített kiadás: 1963)
- A konstitúció és az alimentáris meddőség összefüggése (Magyar Állatorvosok Lapja, 1960)
- Az állatorvosi szülészet és szaporodásbiológia fejlődése a felszabadulást követő 20 évben (Mészáros Istvánnal; Magyar Állatorvosok Lapja, 1965)

## Díjai
- Magyar Érdemrend lovagkeresztje (1941)
- Szocialista Munkáért (1962)
- Munka Érdemrend ezüst fokozata (1966)[9]
- Az Állatorvostudományi Egyetem Aranydiplomája (1967)